# Desmodium hirtum
Desmodium hirtum är en ärtväxtart som beskrevs av Jean Baptiste Antoine Guillemin och Perr. Desmodium hirtum ingår i släktet Desmodium och familjen ärtväxter. Utöver nominatformen finns också underarten D. h. hirtum.